# Jan Samek (pilot)
Jan Stanisław Samek (ur. 20 lipca 1937 w Pisarowcach, zm. 13 kwietnia 1991 w Sanoku) – polski pilot szybowcowy, modelarz, instruktor.

## Życiorys
Jan Stanisław Samek urodził się 20 lipca 1937 w Pisarowcach. Był synem Wawrzyńca i Heleny z domu Borek.
Należał do Aeroklubu Podkarpackiego w Krośnie od 1954 i został pilotem szybowcowym. W lipcu 1958 w Szybowcowych Mistrzostwach Polski Juniorów w Kielcach zajął 10 miejsce na 23 startujących. Przed 1959 uzyskał Odznakę Szybowcową z trzema mewkami. Sterując szybowcem Mucha 100-A w kwietniu 1959 odbył ośmiogodzinny lot na trasie Krosno-Kraków-Sanok o długości 300 km. Tym samym zdobył diament do Złotej Odznaki Szybowcowej. Był w gronie członków AP odnoszących sukcesy, w tym ustanawiających rekordy świata. W maju 1960 dokonał przelotu szybowcem na trójkącie o długości 245 km na trasie Krosno-Mielec-Nowy Sącz-Krosno, gromadząc liczbę punktów uprawniających do startu w zawodach o memoriał Ryszarda Bitnera. W aeroklubie był zarówno zawodnikiem jak i również instruktorem. Karierę pilota lotniczego i szybowcowego przerwał wypadek podczas lotu treningowego. Był także skoczkiem spadochronowym.
Zajął się modelarstwem kosmicznym i modelarstwem rakietowym jako zawodnik i szkoleniowiec-instruktor. Był organizatorem i wieloletnim działaczem „Klubu Modelarstwa Lotniczego i Kosmicznego” w Osiedlowym Domu Kultury „Puchatek” Sanockiej Spółdzielni Mieszkaniowej przy ulicy Romualda Traugutta 9 w Sanoku, prowadząc tam zajęcia modelarni lotniczej. W Sanockim Domu Kultury w Sanoku, działającym w budynku przy ul. Adama Mickiewicza w Sanoku, na przełomie lat 70./80. prowadził koło modelarstwa lotniczego. Jako zawodnik reprezentował sanocki Klub Modelarstwa Lotniczego i Kosmicznego „Meteor”, działający przy ODK SSM. Podczas mistrzostw Polski w dniach 3-5 października 1980 w Słupsku zdobył srebrny medal w kategorii seniorów w klasie rakiet S4A. W zawodach Mistrzostw Polski Modeli Rakietowych w dniach 11-13 września 1981 w Toruniu zajął szóste miejsce w klasie rakiet redukcyjnych kategorii seniorów Mistrzostw Polski Modeli Rakietowych w Toruniu. W trakcie mistrzostw Polski w dniach 4-7 września 1986 w Lisich Kątach zdobył brązowy medal i tytuł II wicemistrza w kategorii seniorów w klasie rakiet redukcyjnych S-7. W rozgrywanych w dniach 20-24 kwietnia 1987 w Dmitro-Stanko (Bułgaria) międzynarodowych mistrzostwach państw socjalistycznych w modelarstwie kosmicznym zdobył brązowy medal w klasie S-7 rakiet redukcyjnych. Wraz z partnerami klubowymi Zygmuntem Janowskim i Bartoszem Zmarzem został powołany na obóz kadry Polski w dniach 10-15 maja 1987 w Lesznie. Został powołany do kadry narodowej i reprezentował Polskę na zawodach mistrzostw świata. 
Jego wychowankowie odnosili sukcesy w szczególności w kategoriach modeli kosmicznych, do 1987 zdobywając dziewięć tytułów mistrzowskich, a łącznie jego podopieczni zdobyli 16 tytułów mistrzowskich i wicemistrzowskich. Wśród nich była jego córka Małgorzata, która także zajęła się modelarstwem kosmicznym, reprezentowała klub Meteor, przed 13 rokiem życia zdobyła wicemistrzostwo Polski juniorów, łącznie zdobyła cztery medale mistrzostw Polski.

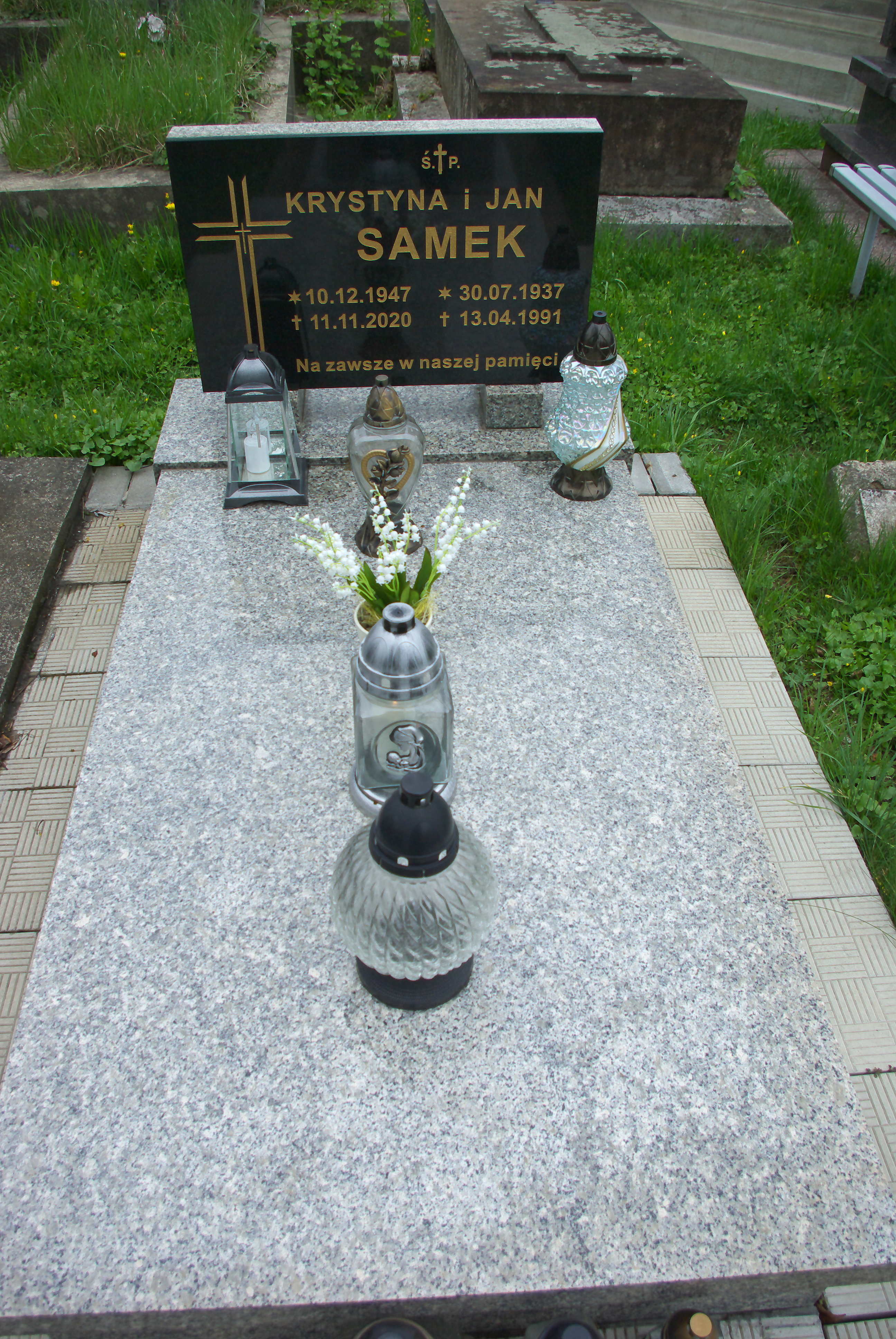
Nagrobek Jana Samka

Zawodowo był zatrudniony w Sanockich Zakładach Przemysłu Gumowego „Stomil” Sanok. Działał na polu społecznym oraz partyjnym w PZPR. 6 listopada 1977 został wybrany członkiem egzekutywy Komitetu Zakładowego PZPR w SZPG „Stomil” w Sanoku. Był działaczem klubu sportowego Sanoczanka Sanok. W 1982 był wiceprezesem sekcji podnoszenia ciężarów tego klubu. Zajął 19. miejsce w Plebiscycie na Najpopularniejszego Sportowca Sanoka 1986 roku organizowanym przez czasopismo „Gazeta Sanocka – Autosan”. Był inicjatorem niedokonanej ostatecznie reaktywacji przedwojennego Klubu Balonowego przy SZPG „Stomil”.
Zmarł nagle 13 kwietnia 1991 w Sanoku. Został pochowany na cmentarzu przy ul. Rymanowskiej w Sanoku 17 kwietnia 1991. Był żonaty z Krystyną z domu Górka (1947-2020).
Od 1992 jest rozgrywany w Krośnie Memoriał Jana Samka w kategoriach Open oraz w kategorii Małych Form.

## Odznaczenia i wyróżnienia
- Złoty Krzyż Zasługi (1983)[28][19].
- Srebrna odznaka „Za zasługi dla przemysłu chemicznego” (1983)[29].
- Odznaka „Zasłużony Działacz Kultury” (1984)[30][19].
- Odznaka Aeroklubu Polskiego z dwoma diamentami[19].
- Odznaka Zasłużony Działacz Lotnictwa Sportowego[19].
- Złota odznaka Centralnego Związku Spółdzielczości Budownictwa Mieszkaniowego[19].
- Dyplom uznania za wybitne osiągnięcia i zaangażowanie w pracy ideowo-wychowawczej (1983)[31].
- Nagroda wojewody krośnieńskiego (1989)[32].